# Ribarrouy
Ribarrouy es una comuna francesa en el departamento de Pirineos Atlánticos, en la región de Nueva Aquitania.

## Demografía
| 70 | 76 | 68 | 69 | 78 | 78 | 83 |
| Para los censos de 1962 a 1999 la población legal corresponde a la población sin duplicidades (Fuente: INSEE [Consultar]) |    |    |    |    |    |    |